# Authie (Somme)
Authie (Nederlands: Ot(h)ie) is een gemeente in het Franse departement Somme (regio Hauts-de-France) en telt 254 inwoners (2004). De plaats maakt deel uit van het arrondissement Amiens.

## Geografie
De oppervlakte van Authie bedraagt 9,9 km², de bevolkingsdichtheid is 25,7 inwoners per km².
De onderstaande kaart toont de ligging van Authie (Somme) met de belangrijkste infrastructuur en aangrenzende gemeenten.

## Demografie
Onderstaande figuur toont het verloop van het inwonertal (bron: INSEE-tellingen).